# Claude Turmes

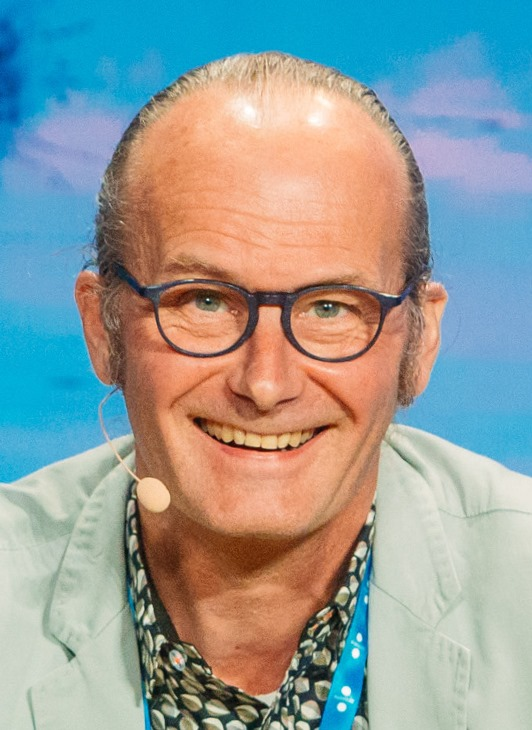
Claude Turmes (2017)

Claude Turmes (ur. 26 listopada 1960 w Diekirch) – luksemburski polityk, nauczyciel, ekolog, poseł do Parlamentu Europejskiego V, VI, VII i VIII kadencji, w latach 2018–2023 minister.

## Życiorys
Uzyskał licencjat z zakresu wychowania fizycznego i sportu, studiował w Louvain-la-Neuve. Kształcił się także w zakresie nauk o środowisku. Do 1999 pracował jako nauczyciel wychowania fizycznego, a krótko także jako prowadzący kursy jogi. Był sekretarzem organizacji Friends of the Earth Europe.
W wyborach w 1999 z listy Zielonych uzyskał mandat posła do Parlamentu Europejskiego, w 2004 i 2009 skutecznie ubiegał się o reelekcję. Przystąpił do grupy zielonych i regionalistów (w latach 2002–2004 i od 2005 jej wiceprzewodniczący). Zajął się odnawialnymi źródłami energii w Unii Europejskiej. W 2005 był sprawozdawcą raportu Komisji Przemysłu, Badań Naukowych i Energii przygotował raport na ten temat. W 2014 po raz czwarty z rzędu został wybrany na eurodeputowanego.
W czerwcu 2018 dołączył do luksemburskiego rządu, obejmując stanowisko sekretarza stanu do spraw zrównoważonego rozwoju. W wyborach w tym samym roku z ramienia swojego ugrupowania uzyskał mandat posła do Izby Deputowanych. W grudniu 2018 w nowym gabinecie Xaviera Bettela został ministrem do spraw zagospodarowania przestrzennego oraz ministrem do spraw energii. Zakończył urzędowanie w listopadzie 2023.